# Oenopides (cràter)

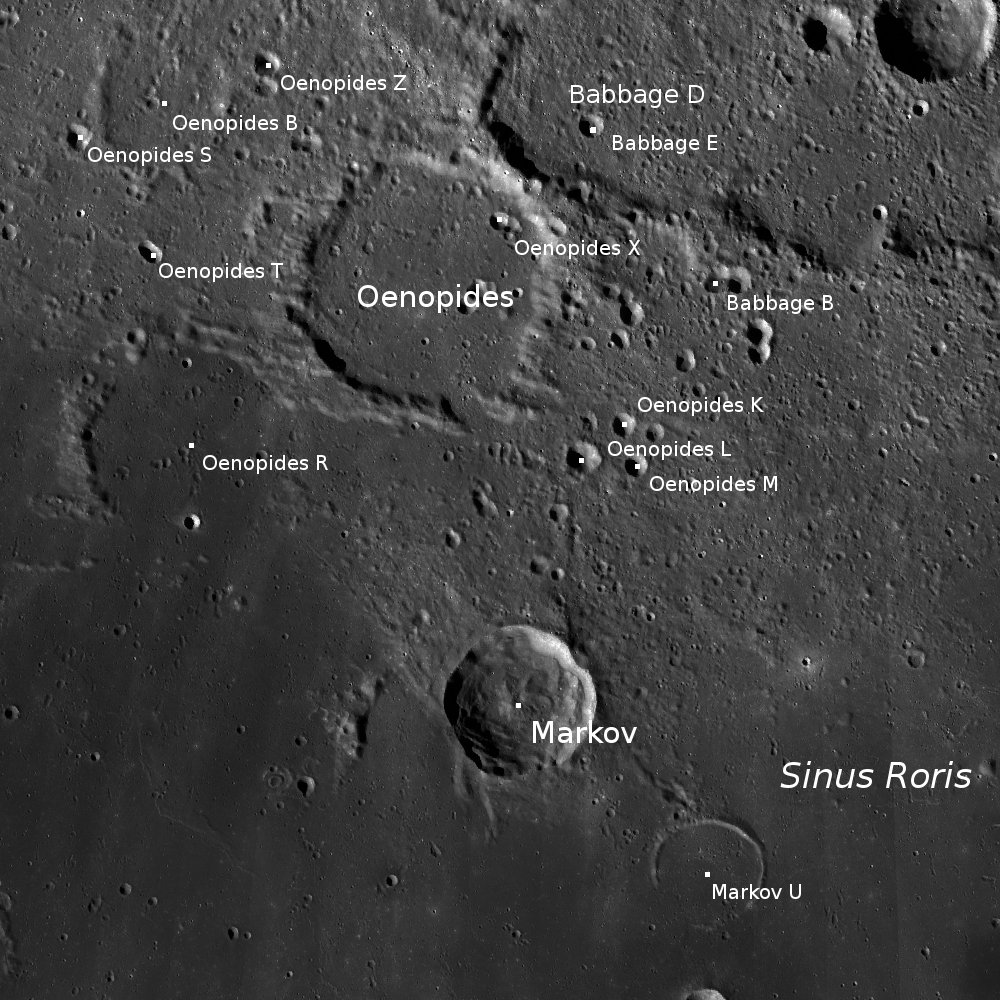
Entorn d'Oenopides

Oenopides és un cràter d'impacte que es troba prop del terminador nord-oest de la Lluna i, per tant, apareix escorçat quan es veu des de la Terra. Aquesta formació es troba al sud del prominent cràter Pitàgores, i està unida a la vora sud-oest de Babbage Y. El bord sud-oest d'Oenopides és part de la vora nord de l'Oceanus Procellarum. Al sud es troba Markov.

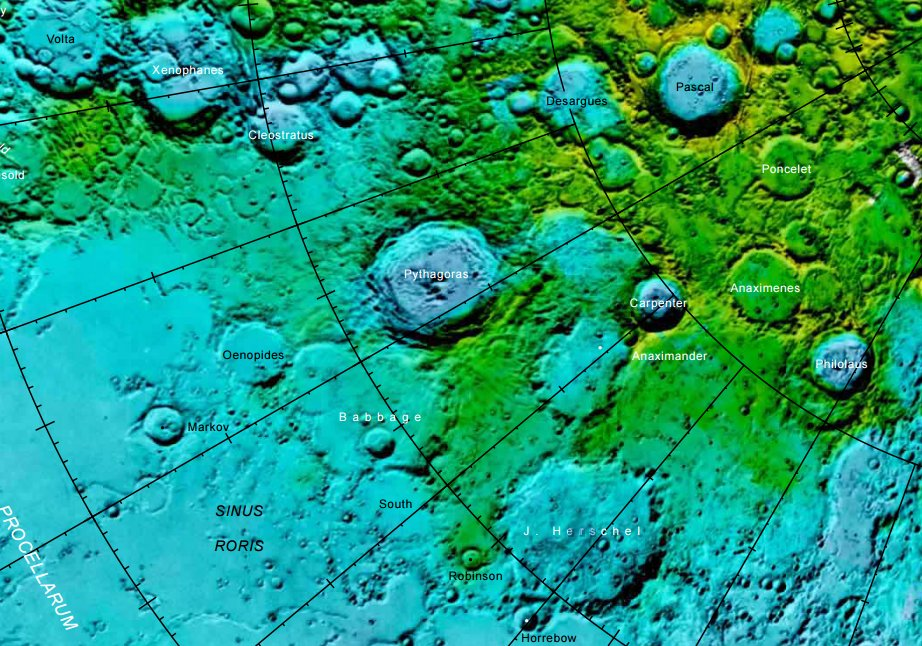
Localització d'Oenopides (part superior del quadrant inferior esquerre de la imatge)

Aquesta formació és un antic cràter que ha estat fortament erosionat per impactes posteriors, deixant una vora exterior baixa que és generalment muntanyenca i conté algunes esquerdes. Presenta una escletxa en la vora sud-oriental, i el nivell interior està unit al mar lunar al sud. Diversos petits cràters situats prop de la vora oriental marquen la seva superfície, i la resta del sòl està assenyalat per petits cràters.
Al sud-oest es troba el romanent de Oenopides R, del que només algunes parts de la vora sobresurten per sobre de la superfície, amb el sector sud del completament desaparegut.

## Cràters satèl·lit

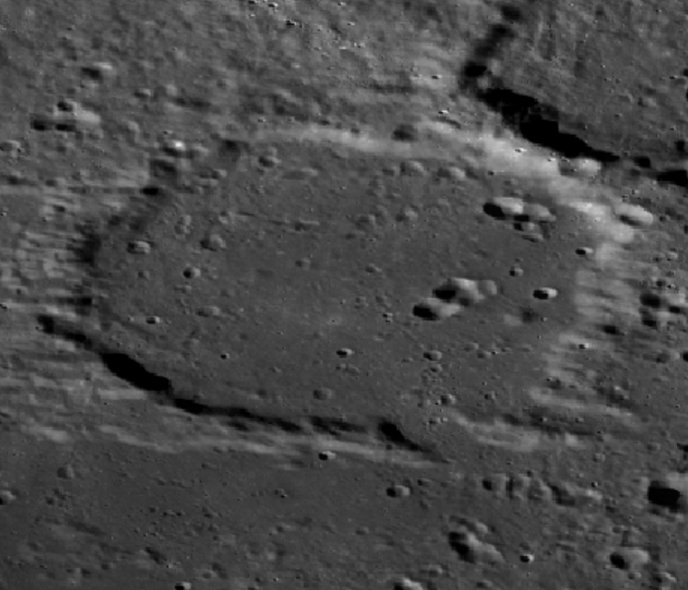
Fotografia de la missió Lunar Reconnaissance Orbiter

Per convenció aquests elements són identificats en els mapes lunars posant la lletra en el costat del punt mitjà del cràter que està més proper a Oenopides.
|           | \| Oenopides \| Coordenades \| Diàmetre \| \| --------- \| ------------------------------------ \| -------- \| \| B \| 58° 30′ N, 68° 36′ O / 58.5°N,68.6°O \| 34 km \| \| K \| 55° 48′ N, 61° 12′ O / 55.8°N,61.2°O \| 6 km \| \| L \| 55° 30′ N, 61° 54′ O / 55.5°N,61.9°O \| 10 km \| \| M \| 55° 30′ N, 61° 06′ O / 55.5°N,61.1°O \| 6 km \| \| R \| 55° 36′ N, 67° 54′ O / 55.6°N,67.9°O \| 56 km \| \| S \| 58° 06′ N, 69° 54′ O / 58.1°N,69.9°O \| 7 km \| \| T \| 57° 12′ N, 68° 54′ O / 57.2°N,68.9°O \| 8 km \| \| X \| 57° 30′ N, 62° 24′ O / 57.5°N,62.4°O \| 5 km \| \| Y \| 57° 00′ N, 63° 18′ O / 57.0°N,63.3°O \| 6 km \| \| Z \| 58° 54′ N, 67° 00′ O / 58.9°N,67.0°O \| 7 km \| |          |
| Oenopides | Coordenades | Diàmetre |
| B         | 58° 30′ N, 68° 36′ O / 58.5°N,68.6°O | 34 km    |
| K         | 55° 48′ N, 61° 12′ O / 55.8°N,61.2°O | 6 km     |
| L         | 55° 30′ N, 61° 54′ O / 55.5°N,61.9°O | 10 km    |
| M         | 55° 30′ N, 61° 06′ O / 55.5°N,61.1°O | 6 km     |
| R         | 55° 36′ N, 67° 54′ O / 55.6°N,67.9°O | 56 km    |
| S         | 58° 06′ N, 69° 54′ O / 58.1°N,69.9°O | 7 km     |
| T         | 57° 12′ N, 68° 54′ O / 57.2°N,68.9°O | 8 km     |
| X         | 57° 30′ N, 62° 24′ O / 57.5°N,62.4°O | 5 km     |
| Y         | 57° 00′ N, 63° 18′ O / 57.0°N,63.3°O | 6 km     |
| Z         | 58° 54′ N, 67° 00′ O / 58.9°N,67.0°O | 7 km     |